# Dvanáct na houpačce
Dvanáct na houpačce (zkráceně Houpačka) byla hitparáda Československého rozhlasu, kterou uváděl Jiří Černý se svou ženou Miroslavou Černou v letech 1964–1969. Od roku 1966 se pořad přejmenoval na Třináct na houpačce, od dubna 1968 Čtrnáct na houpačce. Výsledky otiskovaly časopisy Mladý svět či Melodie.
Houpačka je nápad Josefa Hollera, vzešel z dopisů čtenářů Mladého světa při příležitosti druhého ročníku Zlatého slavíka. Přípravou pořadu byl pověřen Jiří Černý. Údaje o prodaných deskách byly nespolehlivé, tak byl vymyšlen systém dvanácti písniček nasazovaných přímo tvůrci pořadu, podle diváckého hlasování prvních osm postupovalo do dalšího kola a k nim přibyly čtyři nové. Každý lichý díl se zabýval zahraniční scénou, každý sudý domácí scénou. Hitparáda se vysílala každou neděli (každou druhou neděli se ale reprízoval poslední díl) od 13. prosince 1964 na Československu II. Průvodní texty psali manželé Černí, Houpačku uváděli Jana Malknechtová a Jiří Jelínek, po několika měsících je ale nahradili autoři. Znělkou byla skladba Exodus nahraná TOČRem a Rudolfem Roklem. Pořad trval zprvu 50 minut, později (od 25. července 1965) hodinu. V červenci 1965 se také začaly vysílat středeční reprízy na Československu I a vysílal se také jako první polovina pořadu Mikrofórum, což zvýšilo divácký ohlas (v porovnání s počátkem přišlo téměř desetkrát více dopisů až k 20 000). Od roku 1967 výsledky hitparády tiskla Melodie.
S časem a přibývajícími písněmi se trochu měnila pravidla, v pořadu Čtrnáct na houpačce postupovalo do dalšího kola sedm nahrávek, sedm bylo nových.
25. ledna 1969 se vysílala speciální Houpačka v souvislosti se smrtí Jana Palacha. Hrály se písně Karla Kryla z chystaného alba Bratříčku, zavírej vrátka, Mertova Dlouho se mi zdá a také Balada o smutnom Jánovi od Prúdů. Mezi písněmi byly citáty z Bible. Pásek s nahraným pořadem poté Marie Rottrová odvezla do Západního Německa, kde pásmo vysílali na Svobodné Evropě.

## Konec Houpačky
Poslední Houpačka se vysílala 30. března 1969, kdy ji vyhrála písnička Běž domů, Ivane Jaromíra Vomáčky (pod názvem Nezapomeň si tu klobouk). Vedení rozhlasu požadovalo její vyřazení, spolu s písní Bratříčku, zavírej vrátka (Karel Kryl), která byla aktuálně pátá, ale jeden z předchozích dílů vyhrála. Černí rozhlasu nevyhověli a pořad byl zrušen.